# Noronhai lombgébics
A noronhai lombgébics (Vireo gracilirostris) a madarak osztályának verébalakúak (Passeriformes) rendjébe és a lombgébicsfélék (Vireonidae) családja tartozó faj.

## Rendszerezése
A fajt Richard Bowdler Sharpe angol ornitológus írta le 1890-ben.

## Előfordulása
Brazíliában az Atlanti-óceán partjainál található, Fernando de Noronha-szigetcsoport területén honos. Természetes élőhelyei a szubtrópusi és trópusi lombhullató erdők, cserjések és vidéki kertek. Állandó nem vonuló faj.

## Megjelenése
Testhossza 14 centiméter.

## Életmódja
Rovarokkal táplálkozik.

## Természetvédelmi helyzete
Az elterjedési területe kicsi, egyedszáma 670 példány körüli. A Természetvédelmi Világszövetség Vörös listáján mérsékelten fenyegetett fajként szerepel.